# Alexis Pillet-Will
Alexis Pillet-Will (Lausana, 1805 - Brussel·les, 9 d'abril de 1871) fou un banquer francès.
Fill de Michel-Frédéric Pillet, cofundador i vicepresident de la Caixa d'Estalvis de París el 1858 i regent del Banc de França i per Elisabeth Françoise Adelaide Will, filla del banquer Philippe Louis Will, Alexis Pillet-Will fou nomenat administrador i el 1863 director de la Caixa d'estalvis i regent del Banc de França, succeint al seu pare, que havia sigut ennoblit pel rei de Sardenya amb el títol hereditari de comte el 1833.
Pierre Baillot (1771-1842) li va dedicar dues obres: «Chansonnette pour notre bon capitaine Monsieur Pillet-Will» (1837) et «Rondo militaire» (1831). El 1834 es va casar amb Louise Roulin per a qui Gioachino Rossini va compondre la Petite messe solennelle el 1863. El seu fill, Frédéric, el va succeir al seu torn com a Director de la Caixa d'Estalvis de París el 1871 i com a regent del Banc de França.